# Heliophanillus
Heliophanillus är ett släkte av spindlar. Heliophanillus ingår i familjen hoppspindlar.
Kladogram enligt Catalogue of Life:
| Heliophanillus | \| \| Heliophanillus conspiciendus \| \| \| \| \| \| Heliophanillus fulgens \| \| \| \| \| \| Heliophanillus metallifer \| \| \| \| \| \| Heliophanillus suedicola \| \| \| \| |
|                | \| \| Heliophanillus conspiciendus \| \| \| \| \| \| Heliophanillus fulgens \| \| \| \| \| \| Heliophanillus metallifer \| \| \| \| \| \| Heliophanillus suedicola \| \| \| \| |
|                | Heliophanillus conspiciendus |
|                | |
|                | Heliophanillus fulgens |
|                | |
|                | Heliophanillus metallifer |
|                | |
|                | Heliophanillus suedicola |
|                | |